# Stora Enso
Stora Enso Oyj es una empresa sueco-finesa que se dedica a la producción de pulpa de celulosa y papel, formada de la fusión de la compañía minera y forestal sueca Stora y la forestal finesa Enso-Gutzeit Oy. Tiene su sede en Helsinki, cuenta con aproximadamente 46.000 empleados y el estado finlandés es su principal accionista.

## Historia
Enso-Gutzeit Oy fue fundada en el siglo XIX, mientras que Stora es una de las veinte compañías más antiguas del mundo. Conocida originalmente como Stora Kopparberg fue aprobada por el rey Magnus IV de Suecia en 1347, siendo su primera emisión de acciones de 1288, y la explotación minera en la montaña, probablemente muy anterior todavía.